# Canoparmelia norpruinata
Canoparmelia norpruinata är en lavart som beskrevs av Elix & J. Johnst. Canoparmelia norpruinata ingår i släktet Canoparmelia och familjen Parmeliaceae.   Inga underarter finns listade i Catalogue of Life.